# Боб Браш
Боб Браш (англ. Bob Brush) — американський сценарист та продюсер.

## Особисте життя
У 2009 році одружився з акторкою Мел Гарріс.

## Фільмографія
| Рік       | Назва (укр.)             | Назва (англ.)                     | Тип        | Продюсер   | Сценарист  |
| --------- | ------------------------ | --------------------------------- | ---------- | ---------- | ---------- |
| 2012      | «Докори сумління»        | Scruples                          | Телефільм  | Green tick | Green tick |
| 2003      | «111, Ґрамерсі Парк»     | 111 Gramercy Park                 | Телефільм  | Green tick | Green tick |
| 2003      | «Карен Сіско»            | Karen Sisco                       | Телесеріал | Green tick | Green tick |
| 2000-2004 | «Ед»                     | Ed                                | Телесеріал | Green tick | Green tick |
| 1996-2000 | «Ранковий випуск»        | Early Edition                     | Телесеріал | Green tick | Green tick |
| 1988-1993 | «Чудові роки»            | The Wonder Years                  | Телесеріал | Так [ 2 ]  | Green tick |
| 1987-1988 | «Історія Слеп Максвелл»  | The Slap Maxwell Story            | Телесеріал |            | Green tick |
| 1987      | «Дует»                   | Duet                              | Телесеріал |            | Green tick |
| 1987-1989 | «Дні та ночі Моллі Додд» | The Days and Nights of Molly Dodd | Телесеріал | Green tick | Green tick |
| 1986      | «Проблеми зростання»     | Growing Pains                     | Телесеріал |            | Green tick |
| 1985      | «Факти з життя»          | The Facts of Life                 | Телесеріал |            | Green tick |

## Нагороди та номінації
| Рік  | Премія                   | Номінація                              | Робота            | Результат |
| ---- | ------------------------ | -------------------------------------- | ----------------- | --------- |
| 1991 | Прайм-тайм премія «Еммі» | Найкращий комедійний серіал            | «Чудові роки»     | Номінація |
| 1990 | Прайм-тайм премія «Еммі» | Найкращий сценарій комедійного серіалу | «Чудові роки»     | Перемога  |
| 1990 | Прайм-тайм премія «Еммі» | Найкращий комедійний серіал            | «Чудові роки»     | Номінація |
| 1989 | Прайм-тайм премія «Еммі» | Найкращий комедійний серіал            | «Чудові роки»     | Номінація |
| 1983 | Денна премія «Еммі»      | Найкраща дитяча програма               | «Капітан Кенгуру» | Номінація |
| 1981 | Денна премія «Еммі»      | Найкраща дитяча програма               | «Капітан Кенгуру» | Номінація |